# Terrorsagen mod Jyllands-Posten i december 2010
Terrorsagen mod Jyllands-Posten i december 2010 er en dansk-svensk kriminalsag hvor ifølge politiets påstand flere militante islamister havde terrorplaner mod Jyllands-Postens redaktion i København.
Den 4. juni 2012 dømte Retten i Glostrup fire mænd for terror i sagen, og de fik hver 12 års fængsel. De fire mænd anholdtes i december 2010, heraf er de tre indrejst fra Sverige til Danmark bevæbnet med maskinpistol og pistol. PET mente, de havde til hensigt at dræbe så mange som muligt i bladhuset på Rådhuspladsen.

## Terrorsagen

### Forløb
De fire dømte personer kørte den 28. december 2010 fra Stockholm i en lejet sølvgrå Toyota Avensis på vej mod Danmark. Den svenske efterretningstjeneste, Säpo, havde gennem flere måneder overvåget gruppen og skyggede dem på vejen. Säpo vidste fra overvågningen at gruppen var bevæbnet og skulle overnatte i en lejlighed på Mørkhøjvej 82 i Herlev. Undervejs til Danmark stod en af de fire af efter en uenighed. De tre andre fortsatte over Øresundsbroen, hvor det danske politi overtog overvågningen. I København stod de af ved en tankstation for at spørge om vej og fortsatte derefter ind til Tivoli, hvor de mødtes med en dansk-iraker, som havde sørget for lejligheden. De kørte derefter til lejligheden hvor de tre svenskere sov.
I lejligheden havde Politiets Efterretningstjeneste (PET) installeret skjulte overvågningskameraer og kunne følge dem næste morgen den 29. december 2010, hvor svenskerne vågnede og begyndte at bede. Samtidig tog Politiets Aktionsstyrke (AKS) opstilling og efter at en af svenskerne råbte "Allah, giv os velsignelsen til at slagte de vantro" stormede aktionsstyrken lejligheden. Da en af svenskerne angreb politibetjentene blev han pacificeret med peberspray og de tre blev anholdt. Omtrent samtidig anholdt politiet personen i Greve der havde sørget for lejligheden, og i Stockholm anholdt svensk politi den person der var blevet i Sverige.
Ifølge politiet var et terrorangreb nært forestående ved anholdelsen, hvor de dømte ville forsøge at trænge ind i JP/Politikens Hus på Rådhuspladsen i København og dræbe så mange som muligt. Terrorplanernes baggrund skulle være Muhammed-tegningerne i 2005. Ved ransagninger fandt politiet en maskinpistol med tilhørende skarp ammunition og lyddæmper samt en 9mm pistol. De fandt også plastikstrips som politiet hævder kan anvendes som håndjern. Ransagningen fandt også 20.000 dollar i kontanter.
Ifølge anklageren ville de dømte gennemfører et angreb under Årets Fund-arrangementet som skulle foregå i underetagen i JP/Politikens Hus den 29. december 2010. Til arrangementet var over 100 sportsfolk, sportsledere og andre gæster samlet. Kronprins Frederik ville også være tilstede som æresgæst, men ifølge anklageren vidste de dømte ikke det.
Under retssagen i april 2012 kom det frem at de nu dømte også diskuterede andre muligheder. Fra en lydoptagelse, der stammer fra den 24. december 2010, sagde en af de dømte: "Det er ikke sikkert, at vi trænger ind til avisen. Måske trænger vi ind i en villa, hvor der er mange mennesker. Det var min plan. Det er den dag, hvor folk sidder og spiser i dag."

## Involverede personer
De tre personer anholdt i Herlev er:
- MD, en da 44-årig tunesisk statsborger. Han er på Säpos liste over 200 svenske ekstremister. Han flyttede i 1993 til Sverige, og i 2004 blev han dømt for narkohandel og vold. Han har tidligere været dømt for trusler og mishandling af sin kone.[7][8]

- MA, en da 29-årig svensk statsborger, født i Libanon. Han har to gange tidligere været anholdt og mistænkt som terrorist: i 2007 i Kenya og i 2009 i Pakistan.[9] Han blev da anholdt sammen med Mehdi Ghezali. Hans svigermor er Helena Benaouda, talsmand for en svensk muslimsk forening. Hun i begge tilfælde hvor MA har været anholdt i udlandet lagt pres på de svenske myndigheder for at få ham løsladt.[10]

- OA, en da 30-årig svensk statsborger. Han er på Säpos liste over 200 svenske ekstremister. I 2000 var han i retsmedicinsk psykiatrisk behandling efter en dom for blandt andet vold og seksuelle overgreb.[7][8]

Der var navneforbud mod de sigtede i Danmark, men navnene blev nævnt i flere svenske medier.
De blev fremstillet i grundlovsforhør den 30. december 2010 hvor de blev varetægtsfængslet i 4 uger heraf to i isolationsfængsling. De blev sigtet efter Straffelovens paragraf 114, den såkaldte terrorparagraf, samt for besiddelsen af to våben og patroner. De nægtede sig skyldige.
Personen anholdt i Greve var den 26-årige asylansøger fra Irak, Abdullah Muhammed Salman. Han bor i Hedelyparken i det centrale Greve. Ifølge politiet skulle han have skaffet en bolig i Herlev til de tre andre. Den 26-årige kom ikke i grundlovsforhør, da han allerede dagen efter blev løsladt. Han blev dog sigtet i sagen. Han og hans familie blev beskrevet som "ultrareligiøse". Ifølge den 26-åriges lillebror, den 24-årige Farooq Mohammad Salman, kender hans 26-årige storebror to af de tre fra Sverige og havde mødt dem i Stockholm, men han havde ikke mistanke om, at de ville begå terror. Lejligheden, som de tre fra Sverige opholdte sig i i Herlev, tilhørte ikke den 26-årige, men øjensynligt en som han kendte der var ude at rejse.
Personen anholdt i Stockholm var den 37-årige svenske man Sahbi Zalouti med tunesisk baggrund. Han boede i en lejlighed på Frihetsvägen 49 i Järfälla i Stockholm. I 2009 blev han idømt 10 dages fængsel i Pakistan for ulovlig ophold i landet. Han blev fremstillet i Attunda tingsrätt og nægtede sig skyldig. Den 4. marts 2011 fastslog en dommer i Retten i Glostrup at der var grundlag for at varetægtsfængsle den svenske mand, og han blev senere udleveret til Danmark. Manden har på sin Facebook-profil hyldet terrornetværket al-Qaeda.
MA havde delt lejlighed i en forstad til Stockholm i mindst tre år med to mænd der tidligere er dømt i Göteborgs byret for planlægning af et selvmordsangreb i Somalia: den 26-årige Elias Billé Mohamed og den 23-årige Mohamoud Jama. De to mænd blev trænet af al-Shabaab, en organisation som menes at stå bag række blodige angreb i Somalia. Mændene på 23 og 26 år fra Göteborg blev dog i begyndelse af marts 2011 frikendt ved landsretten i Göteborg.

## Retsforfølgelse

### Retssagen
Det tog over et år for Rigsadvokaten at rejse tiltale. De fire svenskere blev i begyndelsen af marts 2012 tiltalt for forsøg på terror. De blev alle tiltalt efter Straffelovens paragraf 114 (terror) og 192a (våben og eksplosivstoffer). De fire udtalte sig stort ikke i sagen og den byggede i høj grad på aflytninger. Den femte person, irakeren, der er bosiddende i Danmark og sørgede for lejligheden blev ikke tiltalt.
Retssagen begyndte den 13. april 2012 ved Retten i Glostrup i en sal fyldt med tilhører og pressefolk og de anklagede iført håndjern og fikseringsbælter bevogtet af betjente. Svært bevæbnet politi havde ført de anklagede til retten, og overfor anklagerens, statsadvokat Gyrithe Ulrichs, anklageskrift nægtede de fire anklagede sig skyldige. Retssagen begyndte omkring samtidig som den spektakulære retssag i Oslo i forbindelse med terrorangrebene i Norge 22. juli 2011.
Efter de første dages forklaringer havde de anklagede givet modstridende forklaringer på hvorfor de var i København. MD sagde de ville se fyrværkeriet i Danmark og de havde taget maskinpistolen med fordi den var defekt og skulle repareres og muligvis sælges. SZ forklarede at planen var at de skulle til Göteborg, mens OA hævdede at de skulle til Gävle. Ifølge anklagerens beviser havde MD ringet til en telefon i Miram Shah i provinsen Waziristan, på trods af at MD påstod ikke at have forbindelse til Pakistan. MD nægtede at han havde foretaget de 88 opkald. Ved afhøringen af OA kom det frem at en seddel med en bombeopskrift var fundet i OA's fængselscelle den 7. august 2011.
I retssagen blev der afspillet optagelser hvor MD blandt andet sagde til SZ "du har lov til at dræbe så mange, som du kan af de mennesker, du finder" og "selv når vi er på vej ud, skal du dræbe de mennesker, du møder". På optagelserne spørger SZ "Hvordan vil du komme ind til avisen? Ved simpelt at sige 'salam aleikum', jeg er kommet?" og MD svarer "Du går derind med våben. Der er ingen myndighed på avisen, min ven".

### Dommen
Den 4. juni 2012 kendte retten dem skyldige. De blev alle fire idømt 12 års fængsel. Dermed blev den endelige dom noget mildere end anklagerens udspil. Anklagemyndigheden krævede fængsel i 16 år til Mounir Dhahri, som anses for at være hovedmand i sagen om den planlagte terror. Til Munir Awad og Omar Aboelazm lød kravet på 14 års fængsel, mens Sahbi Zalouti ifølge anklageren skulle straffes med fængsel i 14-16 år.
Sagens to anklagere, Gyrithe Ulrich og Henrik Plæhn, havde under sagen argumenteret for, at mændene planlagde et blodigt angreb i Danmark. Formentlig skulle angrebet være rettet mod JP/Politikens Hus på Rådhuspladsen i København som en hævn for Muhammed-tegningerne, der i sin tid blev trykt i Jyllands-Posten.
To nævninge stemte for, at 31-årige Munir Awad og 32-årige Omar Aboelazm skulle slippe med 10 års fængsel på grund af, at de har spillet en mindre rolle i planlægningen. Med dommen følger retten Højesterets praksis om, at straffen for forsøg på terror ligger på 12 års fængsel.
De dømte personer er:
- Sahbi Ben Mohamed Zalouti (39 år)
- Mounir Ben Mohamed Dhahri (46 år)
- Munir Awad (31 år)
- Omar Abdalla Aboelazm (32 år)

Svensk-tunesiske Munir Awad ankede dommen til landsretten. Den 31. januar 2013 valgte de juridiske dommere samt de øvrige nævninge at stadfæste dommen på 12 år fængsel. Efter endt afsoning bliver de fire mænd udvist af Danmark for bestandig.

## Relaterede sager
Politiet mente at der var tale om et "Mumbai-stil" angreb.

### Rettet modJyllands-Postenog Kurt Westergaard
Den amerikansk-pakistanske David Coleman Headley stod bag terrorangrebet i Mumbai 2008, hvor 166 mennesker mistede livet. Headley havde planer om et lignende angreb mod Jyllands-Posten i Danmark. Han havde også besøgt Jyllands-Postens kontor i Aarhus og København samt været i Stockholm i 2009 for at hverve terrorister. Den 3. oktober 2009 anholdes Headley af FBI i lufthavnen i Chicago med en billet til København i sin bagage.
Headley erkendte i retten, at han i 2009 var rejst til København og Viby i Jylland for at forberede et angreb på Jyllands-Posten. Retten i Chicago havde under sagen vist fem korte videoklip optaget af Headley i København i september 2009, som, ifølge anklagemyndigheden i USA, skulle bruges til at forberede angreb på mål i København. Fire videoklip var fra Kongens Nytorv, hvor Jyllands-Postens redaktion lå, før den flyttede til Rådhuspladsen. Headley filmede blandt andet Livgardens march forbi bygningen og kontaktede efterfølgende en officer fra Livgarden for at få opklaret om gardernes geværer er skarpladte. Han filmede også på Jyllands-Postens redaktion.
Den femte videooptagelse er fra Hovedbanegården. I Viby undersøgte Headley forholdene omkring avisens hovedsæde. Kort efter rejste han til Waziristan for at mødes med den nu afdøde terrorleder Ilyas Kashmiri, der gerne ville gå videre med planerne om et angreb mod Jyllands-Posten. Den 24. januar 2013 blev David Coleman Headley idømt 35 års fængsel, og medsammensvoren Tahawwur Hussain Rana blev idømt 14 års fængsel.
Den 1. januar 2010 klokken 22.00, trængte den 28-årige somalier Muhudiin Mohamed Geele ind i Muhammed-tegneren Kurt Westergaards hjem ved at smadre ruden i hoveddøren. Vestergaard slap fra overfaldet ved at låse sig inde i et sikringsrum/toilet. Overfaldsmanden blev senere skudt i den ene arm og det ene ben af politiet, der hurtigt ankom til stedet, da han angreb dem med økse og kniv. Den 22. juni 2011 i Vestre Landsret blev Muhudiin Mohamed Geele idømt 10 års fængsel samt udvisning af Danmark for bestandigt.
I juli 2010 blev tre mænd anholdt i Norge. De skal angiveligt have været i færd med at forberede et større terrorangreb og have forbindelse til al-Qaeda. Sidst i september 2010 meddelte et norsk medie at en af de tre sigtede, den 37-årige SB, har tilstået at Kurt Westergaard skulle angribes.
Den 10. september 2010 bliver Lors Doukaiev anholdt i København efter angiveligt at have forsøgt at fremstille en brevbombe der skulle sendes til Jyllands-Posten. Ved en fejl springer bomben på Hotel Jørgensen. Den 25-årige Lors Doukaiev, der blev kendt som den et-benede bombemand, blev i juni 2011 idømt 12 års fængsel for forsøg på terror.
Sidst i oktober 2010 anholdt svenske politi to syriske indvandrere i Göteborg. Deres mål skulle have været Jyllands-Posten.

### Andre relaterede sager
I oktober 2009 blev en kvinde omtalt som "Jihad Jane" arresteret i Philadelphia.
Hun blev sigtet for at planlægge et angreb mod "vantro". Hun skulle have modtaget ordre til at myrde Muhammed-tegneren Lars Vilks. Den 50-årige kvinde, hvis rigtige navn er Colleen LaRose, blev i januar 2014 idømt 10 års fængsel for en mislykket al-Qaeda plan om at dræbe den svenske Muhammed-tegner Lars Vilks. I marts 2010 blev syv personer arresteret i Irland mistænkt for også at ville myrde Lars Vilks.
I maj 2010 kom det frem at en saudiarabisk al-Qaeda-militant, Abdullah Azam Saleh al-Qahtani, anholdt i Irak planlagde et angreb mod det danske og nederlandske fodboldlandsbold ved VM-slutrunde i Sydafrika som hævn over fornærmelser mod Profeten Muhammed.
Den 11. december 2010 sprængte to bomber i det central Stockholm. I en email sendt ti minutter før eksplosionerne henvistes der til Lars Vilks' Muhammed-tegninger og de svenske soldater i Afghanistan.